# Stazione di Tampa

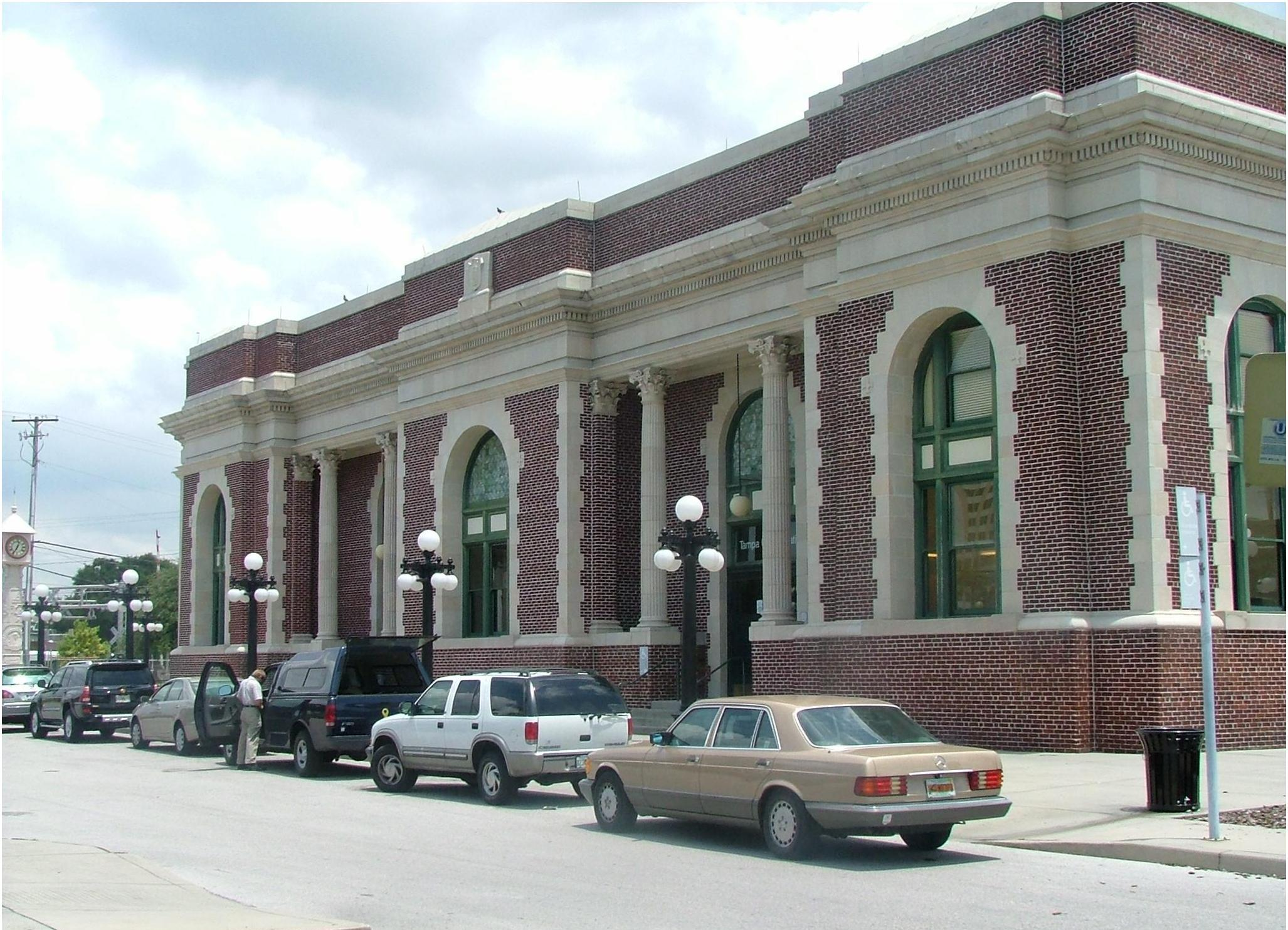
Esterno della stazione di Tampa

La stazione di Tampa o Tampa Union station (TUS) è una storica stazione ferroviaria di Tampa in Florida (USA).
Fu progetta da Joseph F. Leitner e aprì il 15 maggio 1912 dalla Tampa Union Station Company. Il suo scopo era di combinare il traffico passeggeri della Atlantic Coast Line, della Seaboard Air Line e della ferrovia Tampa Northern Railroad.
La stazione è situata in 601 North Nebraska Avenue (SR 45).